# The Millennium Collection: The Best of Eric B. & Rakim
The Millennium Collection: The Best of Eric B. & Rakim ou simplesmente The Best of Eric B. & Rakim é a primeira colectânea com os maiores êxitos da dupla de hip hop, Eric B. & Rakim.

## Faixas
1. "I Know You Got Soul" - 4:44
2. "Eric B. Is President" - 6:17
3. "I Ain't No Joke" - 3:52
4. "Paid in Full (Seven Minutes of Madness) - Coldcut Remix" - 7:09
5. "Follow the Leader" - 5:33
6. "Lyrics of Fury" - 4:12
7. "Microphone Fiend" - 5:14
8. "Let the Rhythm Hit 'Em" - 5:25
9. "In the Ghetto" - 5:26
10. "The Punisher" - 4:07
11. "Know the Ledge" - 3:58